# Dircemella humeralis
Dircemella humeralis es una especie de insecto coleóptero de la familia Chrysomelidae.
Fue descrita científicamente en 1930 por Laboissiere.

## Tipos
- Dircemella batesi
- Dircemella dircemoides
- Dircemella humeralis
- Dircemella marginata
- Dircemella minuta